# Теодор де Майерн
Сер Теодор Тюрке де Майєрн (також Теодор Майхерн, * 28 вересня 1573 року в Майєрні поблизу Женеви; † 22 березня 1655 року в Челсі, Лондон) — женевський лікар, особистий лікар французького та англійського королів.

## Життєпис
Теодор де Майерн походив з родини гугенотів, які втекли з Франції до Швейцарії, рятуючись від переслідувань. Теодор Беза був його хрещеним батьком. Він навчався в Гейдельберзі, а з 1592 року — в Монпельє, де 4 березня 1597 року здобув ступінь доктора медицини. Був учнем Жозефа Дюшена. Навіть тоді він займався застосуванням хімії в медицині, слідуючи за Парацельсом (ятрохімія). У 1600 році він оселився в Парижі як лікар і став особистим лікарем французького короля Генріха IV. Серед іншого, він лікував майбутнього кардинала Рішельє від гонореї у 1605 році. Він навчав використання сполук ртуті, олова, заліза та стибію до 1603 року, коли медичний факультет заборонив цей вид ліків, особливо через надмірне використання стибію. Однак увесь алхімічний та парацельський рух не влаштовував паризьких лікарів, оскільки вони вважали його відходом від вчення Галена, і засуджували Де Майєрна та його вчителя Дюшена (Кверцетана). Де Майєрн відповів єдиною написаною ним медичною працею, опублікованою за його життя. Він користувався прихильністю короля та був його лікарем, але королева перешкодила йому призначити особистим лікарем через його протестантську віру. У 1606 році він також продав свою посаду придворного лікаря. Після вбивства Генріха IV у 1610 році він у 1611 році вирушив до Англії, де був особистим лікарем англійського короля Якова I та лікував інших високопоставлених осіб (таких як Роберт Сесіл, а пізніше Джон Донн та Олівер Кромвель, серед інших). Ще в 1606 році він недовго перебував в Англії та лікував королеву Анну Данську та кронпринца, про смерть яких від тифу він написав детальний офіційний звіт (один з його детальних клінічних випадків, що робить його цікавим для історії хвороби). Він також залишався придворним лікарем за короля Карла I та недовго за Карла II, але невдовзі після його сходження на владу пішов у відставку. Він похований у церкві Святого Мартіна-ін-зе-Філдс, де є надгробний пам'ятник.
У 1616 році він став членом Королівського коледжу лікарів, а в 1624 році був посвячений у лицарі як лицар-бакалавр. Він підтримував Королівське товариство аптекарів в отриманні королівського патронажу та привілеїв. Він також був засновником Компанії винокурень.
У 1620 році, розчиняючи залізо в розведеній сірчаній кислоті, він відкрив оксиводень, тобто легкозаймисту речовину, схожу на повітря. Це було опубліковано в 1700 році у Фармакопеї (довіднику всіх ліків в Англії), яку він ініціював. Він запровадив у медицину хлорид ртуті(I) (каломель) (особливо проти сифілісу) та описав пов'язаний з ним мінерал (каломель).
Він також займався кольорами для живопису та консультував Пітера Пауля Рубенса, Антоніса ван Дейка та інших художників. Він зібрав рецепти в так званому рукописі Майєрна, який також містить інформацію від різних художників.
Після чуми 1630 року він запропонував систему охорони здоров'я у Великій Британії. Його медичні записи були опубліковані в 1690 році під назвою «Практика медики» Теодором де Во, його хрещеником. Майєрн посмертно опублікував роботу Томаса Маффета про комах.
Він був одружений двічі: спочатку з Маргаритою де Боетслер, від якої мав трьох дітей (вона померла в 1628 році), а потім з 1630 року з Єлизаветою Йоахімі, від якої мав п'ятеро дітей, з яких пережила його лише одна дочка.

## Інтернет-ресурси
- Biographie, Archives in London
- Mayerne-Manuskript Digitalisat